# Li Yajuan
Li Yajuan (chinesisch 李亚娟, Pinyin Lǐ Yàjuān, * 1971 in Shuangliao (双辽), Provinz Jilin, Volksrepublik China) ist eine ehemalige chinesische Gewichtheberin.

## Werdegang
Li Yajuan begann im Alter von 14 Jahren, entdeckt von Talentsuchern des Gewichtheberverbandes, in Shuangliao, mit dem Gewichtheben. Sie wog als 15-Jährige bereits über 100 kg und war deshalb für die Schwergewichtsklasse (damals über 82,5 kg Körpergewicht) prädestiniert. 1986 erfolgte die Aufnahme in die Provinzauswahl von Jilin und 1988 die Berufung in die chinesische Nationalmannschaft. Bereits mit 19 Jahren, inzwischen 120 kg schwer, vertrat sie China bei den Weltmeisterschaften in Sarajewo und wurde Weltmeisterin. Drei weitere WM-Titel im Zweikampf folgten bis 1993. Insgesamt gewann sie elf WM-Titel. Lediglich 1990 wurde sie bei einer WM von der US-Amerikanerin Karyn S. Marshall im Reißen geschlagen.
Nach 1995 beendete sie ihre aktive Laufbahn und wurde Trainerin.

## Internationale Erfolge/Zweikampf
(WM = Weltmeisterschaft, KG = Körpergewicht)
- 1990, 1. Platz, WM in Sarajewo, über 82,5 kg KG, mit 245 kg vor Karyn S. Marshall, USA, 242,5 kg und Christina Iliewa, Bulgarien, 197,5 kg;
- 1991, 1. Platz, WM in Donaueschingen, über 82,5 kg KG, mit 255 kg, vor Carla Garrett, USA und Erika Takacs, Ungarn;
- 1992, 1. Platz, WM in Warna, über 82,5 kg KG, mit 265 kg, vor Erika Takacs, 215 kg und Seguria Eridania, Dominikanische Republik, 202,5 kg;
- 1993, 1. Platz, WM in Melbourne, über 83 kg KG, mit 260 kg, vor Carla Garrett und Lobow Grigurko, Ukraine;
- 1994, 1. Platz, Asian Games in Hiroshima, über 83 kg KG;

## Medaillen Einzeldisziplinen
- WM-Goldmedaillen: 1990, Stoßen, 142,5 kg – 1991, Reißen, 112,5 kg – 1991, Stoßen, 142,5 kg – 1992, Reißen, 115 kg – 1992, Stoßen, 150 kg – 1993, Reißen, 105 kg – 1993, Stoßen, 155 kg
- WM-Silbermedaillen: 1990, Reißen, 102,5 kg

## Weltrekorde
im Reißen:
- 113 kg, 1991 in Donaueschingen,
- 115 kg, 1992 in Warna

im Stoßen:
- 142,5 kg, 1990 in Sarajewo,
- 143 kg, 1991 in Donaueschingen,
- 145 kg, 1992 in Warna,
- 150 kg, 1992 in Warna,
- 155 kg, 1993 in Melbourne

im Zweikampf:
- 245 kg, 1990 in Sarajewo,
- 255 kg, 1991 in Donaueschingen,
- 265 kg, 1992 in Warna

| Personendaten    | Personendaten                    |
| ---------------- | -------------------------------- |
| NAME             | Li Yajuan                        |
| KURZBESCHREIBUNG | chinesische Gewichtheberin       |
| GEBURTSDATUM     | 1971                             |
| GEBURTSORT       | Shuangliao, Provinz Jilin, China |